# The Princess and the Peasant
The Princess and the Peasant è un cortometraggio muto del 1910 diretto da J. Searle Dawley. Sceneggiato da Bannister Merwin, fu interpretato da Mary Fuller, Marc McDermott e Mabel Trunnelle.

## Produzione
Il film fu prodotto dalla Edison Manufacturing Company.

## Distribuzione
Distribuito dalla Edison Manufacturing Company, il film - un cortometraggio di una bobina - uscì nelle sale cinematografiche statunitensi il 17 maggio 1910.